# Револуција од 31. маја до 2. јуна 1793. године
Револуција од 31. маја до 2. јуна 1793. године је догађај Француске револуције. Извели су је јакобинци предвођени Максимилијаном Робеспјером и преузели власт од жирондинаца. Овај догађај означава почетак Јакобинске диктатуре, врхунца Револуције. 

## Узроци
Протекло је осам месеци откако је француска војска ушла у Белгију и прешла Рајну. Од тог времена, рат је добио другачији карактер. У фебруару 1793. године, Аустрији и Пруској се у рату против Француске придружују и Енглеска, Холандија, Пијемонт и Шпанија. Русија је прекинула све дипломатске односе са Француском. Једино су Швајцарска и САД одржавале нормалне дипломатске односе са Француском. Крајем 1792. и почетком 1793. године Французи трпе поразе на свим фронтовима. Димурје је у марту 1793. године отворено критиковао Конвент. Убрзо је дезертирао из француске војске и придружио се непријатељу. Димурјеова издаја, порази на фронтовима и лоше економско стање у земљи морало је довести до револуције и промене власти у земљи. 

## Револуција
Устанци су избили најпре у Конвенту. Мара је ослобођен из затвора. Након тога, бесни су формирали Комитет устанка који је од Конвента захтевао да се истерају 22 посланика – жирондинца. У мају је тај захтев постао општи. На чело покрета против жирондинаца стала је Париска Комуна. 31. маја народ се почео окупљати пред Комуном. Већ 2. јуна, Робеспјер је захтевао хапшење Комисије дванаесторице и да се предају суду 22 посланика – жирондинца. Једина ствар са којом се Конвент сложио било је укидање Комисије дванаесторице. Зато је јакобинац Анрио наредио пусање на Конвент из топова. Због тога је Конвент био присиљен да искључи 31 члана из партије жирондинаца. 
Револуција од 31. маја до 2. јуна уклонила је са власти крупну трговачко-индустријску буржоазију. У пролеће се та буржоазија пребацила у табор противреволуционара. После ове револуције, у Француској је започео период врхунца Француске револуције познат под именом „Јакобинска диктатура“. 